# Alter Markt 16 (Stralsund)
Das Haus mit der postalischen Adresse Alter Markt 16 ist ein denkmalgeschütztes Gebäude im Stadtgebiet Altstadt der Stadt Stralsund am Alten Markt an der Ecke zur Fährstraße.

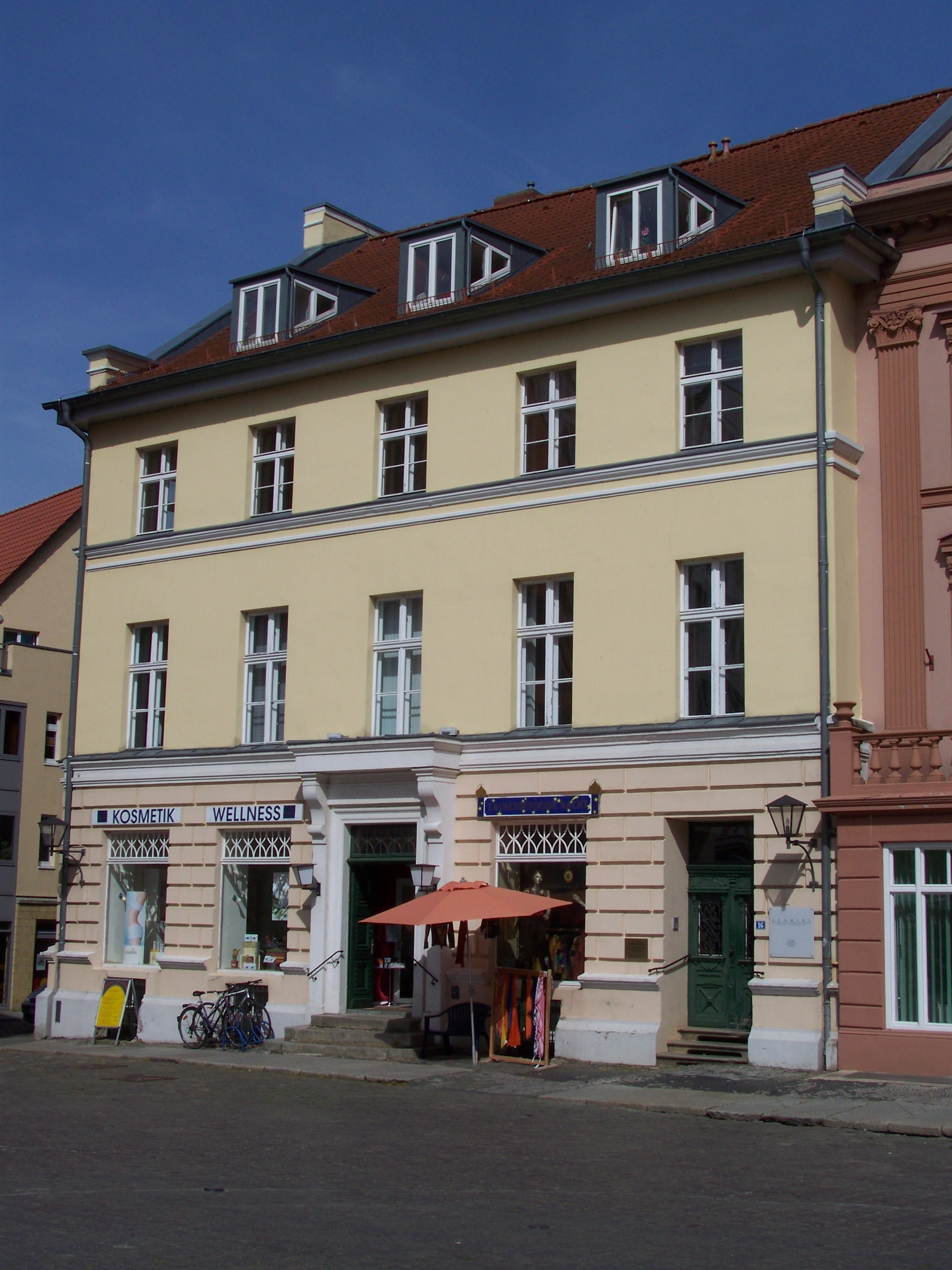
Das Haus Alter Markt 16 in Stralsund (2009)

Im Kern stammt das Gebäude aus dem Jahr 1758. Zu Beginn des 19. Jahrhunderts wurde die Fassade des Hauses neu gestaltet und klassizistisch überformt, davon zeugen das von Pilastern gerahmte Portal zum Alten Markt und der Dreiecksgiebel zur Fährstraße. Die Fassade im Erdgeschoss wurde im späten 19. Jahrhundert rustiziert.
Das zum Alten Markt hin traufständige und zur Fährstraße giebelständige, verputzte Gebäude ist dreigeschossig ausgeführt.
Das Haus liegt im Kerngebiet des von der UNESCO als Weltkulturerbe anerkannten Stadtgebietes des Kulturgutes „Historische Altstädte Stralsund und Wismar“. In die Liste der Baudenkmale in Stralsund ist es mit der Nummer 17 eingetragen.